# Robert Abshagen
Robert Abshagen (né le 12 janvier 1911 à Hambourg et mort le 10 juillet 1944 dans la même ville) est un communiste allemand et un combattant de la résistance contre le nazisme. 

## Biographie
Robert Abshagen est le fils du compagnon boulanger Albert Abshagen et de sa femme Adelheid, née Heidenreich. Il est élevé avec ses trois sœurs, Louise, Agnes et Elfriede, au sein d'une famille socialiste. Après une formation commerciale, il travaille pour la marine, puis comme agent d'assurance et ouvrier du bâtiment. En 1931, Il adhère au Parti communiste d'Allemagne (KPD).
À partir de 1933, il participe à la lutte de résistance contre le national-socialisme à Hambourg. En 1934, le tribunal régional supérieur de Hambourg le condamne à deux ans et demi de prison pour « préparation d'une entreprise de haute trahison ». Il purge cette peine à la prison de Brême-Oslebshausen avant d'être interné au camp de concentration de Sachsenhausen où il est affecté à l'infirmerie. 

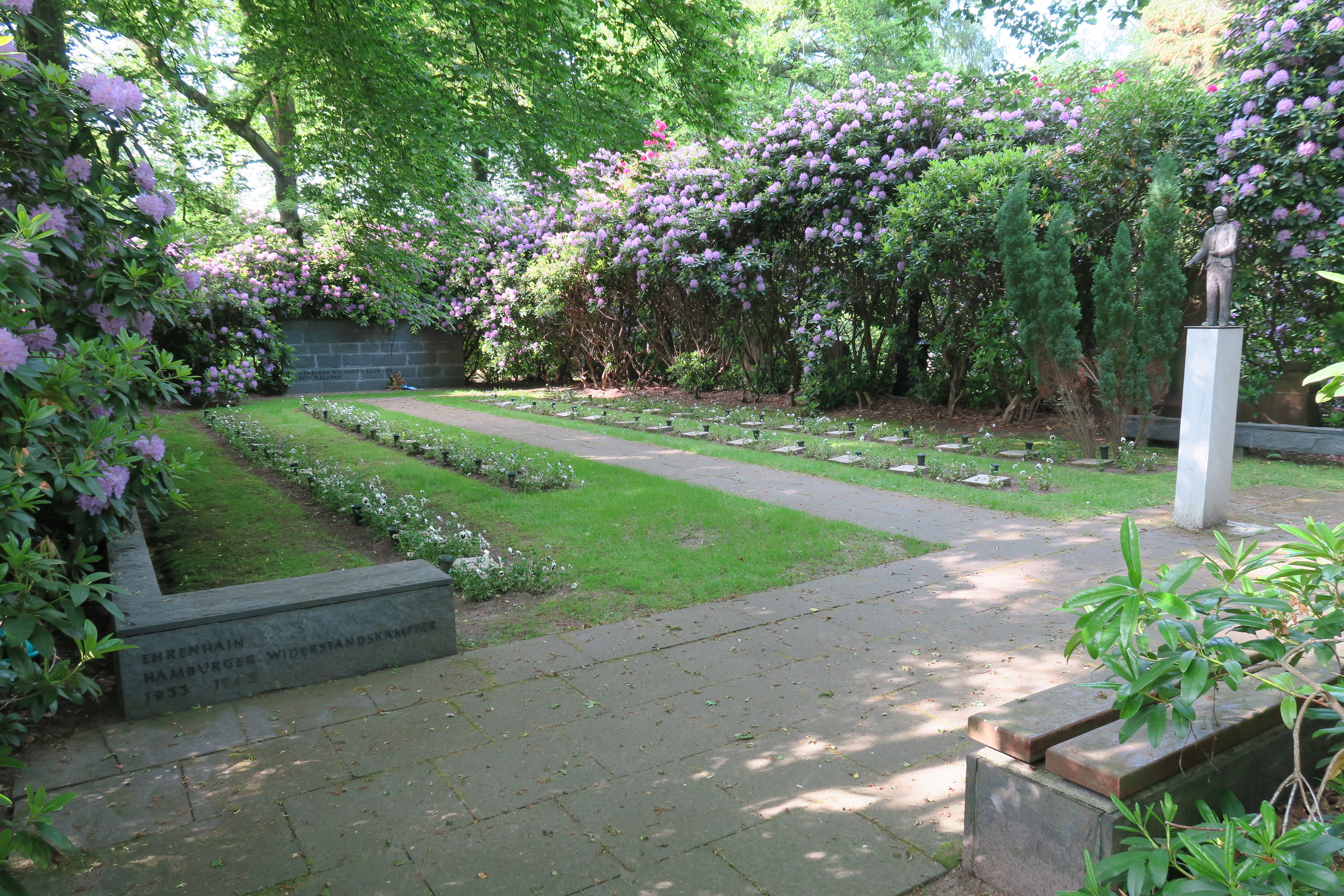
Cimetière d'Ohlsdorf de Hambourg

Après sa libération en avril 1939, il participe à nouveau à la résistance du KPD à Hambourg et dans le district de Wasserkante. En 1940, il noue des contacts avec d'autres détenus libérés comme Bernhard Bästlein et Franz Jacob. Ce groupe de résistance est ensuite appelé « Groupe Bästlein-Jacob-Abshagen ». 
Robert Abshagen prend la direction de différentes cellules d'entreprise et maintient le lien avec la résistance dans d'autres régions de l'Allemagne. Ainsi, il se rend à Berlin, en Saxe et en Thuringe et contacte des antifascistes de la région de la Ruhr. 
Une vague de perquisitions de la Gestapo liée à des perquisitions de la commission spéciale Orchestre rouge a comme conséquence l'arrestation de Robert Abshagen le 19 octobre 1943 après celles d'Erna Eifler et de Wilhelm Fellendorf. Le « tribunal populaire » le condamne à mort le 2 mai 1944. Robert Abshagen est décapité le 10 juillet 1944 à Hambourg. 
L'urne de Robert Abshagen est inhumée en 1946 dans le cimetière d'Ohlsdorf de Hambourg (troisième rangée de piliers à partir de la gauche). 

## Hommage
Un stolperstein est posé devant le dernier domicile de Abshagen à Hambourg-Barmbek (Wachtelstraße 4). 